# Gibaja
Gibaja es una localidad española del municipio de Ramales de la Victoria, perteneciente a la comunidad autónoma de Cantabria.

## Geografía
Se trata de la localidad más importante después de la capital, Ramales de la Victoria. Gibaja está situada a 65 kilómetros de Santander, la capital de Cantabria, con la que se encuentra comunicada por carretera y ferrocarril. Cuenta con estación propia en la línea de ancho métrico de Adif que enlaza Santander y Bilbao, capitales de las que está prácticamente equidistante.
Por Gibaja pasan los ríos Asón y Carranza, este último nace en Vizcaya. El río Asón es un río salmonero de los importantes de Cantabria, y recorre casi 40 kilómetros para llegar a su desembocadura en el Mar Cantábrico. La pesca del salmón se puede practicar en los distintos cotos (El Cuende, Batuerto, Peña Quebrada...) que se reparten por los distintos tramos del río.

## Historia
Los historiadores han encontrado testimonios que remontan hasta el paleolítico los orígenes del poblamiento de la cuenca (cuevas de Covalanas, El Mirón, en el vecino pueblo de Ramales de la Victoria). Por su situación ha sido siempre camino de paso entre el interior, la meseta castellana, y los puertos marítimos del Cantábrico. Burgos, en la meseta, y Laredo, en la costa han sido los dos puntos de referencia del camino. Hasta 1499 esta vía principal pasaba por Gibaja que se mantenía como un núcleo importante de población y de actividad económica. Después fue cediendo la primacía a Ramales de la Victoria, localidad que es actualmente el centro administrativo y económico de la comarca. 
Hacia mediados del siglo XIX, el lugar, ya por entonces perteneciente a Ramales, tenía contabilizada una población de 410 habitantes. Aparece descrito en el octavo volumen del Diccionario geográfico-estadístico-histórico de España y sus posesiones de Ultramar de Pascual Madoz con las siguientes palabras:

GIBAJA: l. en la prov. y dióc. de Santander (8 leg.), part. jud. y ayunt. de Ramales (1/2), aud. terr. y c. g. de Burgos (22). sit. entre montes cerca del camino real que dirige de Limpias á Castilla; su clima es templado y húmedo, pero sano, si bien se padecen algunas fiebres catarrales y pulmonias. Tiene 80 casas distribuidas en los barrios de Gibaja y Guardamino; escuela de primeras letras dotada con 1,400 rs. á que asisten 40 niños de ambos sexos; igl. parr. (San Emeterio y Celedonio) en el barrio de Gibaja, otra en el de Guardamino aneja de la primera, servidas por 2 curas de ingreso, y presentacion del ex-monast. de Oña; 3 ermitas (San Antonio Abad, San Juan Bautista, y el Salvador); y buenas aguas potables. Confina N. Rasines; E. Ranero; S. Ramales, y O. Mentera y Barruelo: en su térm. se encuentran 3 caserios llamados de la Herrerona. El terreno es de buena calidad, especialmente para viñedo, maiz y castaños, y le fertilizan en parte las aguas de 2 r. que cruzan la pobl., el mayor baja de los sitios de Ason y la Gandara, con cuyo último nombre se le conoce, y el otro del valle de Carranza. Hay varios montes poblados de arbolado, y prados naturales. Ademas de los caminos que dirigen á lo spueblos limítrofes, cuenta el real de Madrid á Laredo: recibe la correspondencia de la Nestosa, por balijero los domingos, miércoles y viernes, y sale los mártes, viernes y domingos. prod.: vino chacolí, maiz, aluvias, patatas, castañas, lino, cáñamo y buenas frutas; cria ganado vacuno, lanár, cabrio, caballar y de cerda; caza de liebres, perdices y algun jabalí; y pesca de salmones, anguilas y truchas. ind.: una ferreria y 2 molinos harineros. comercio: estraccion de vena del puerto de Limpias, para la fáb. del pueblo y demas inmediatas, retornando los fierros al mismo puerto. pobl.: 88 vec., 410 alm. contr.: con el ayuntamiento.
(Madoz, 1847, p. 400)

## Demografía
En 2023, la entidad singular de población tenía empadronados 488 habitantes.
Componen el pueblo de Gibaja varios barrios: La Quintana, Pondra, Riancho, Bárcena y La Estación. El río Asón con su afluente el Carranza cruzan el término de Gibaja.

## Patrimonio
Al patrimonio artístico de esta zona Gibaja aporta, además de algunos artistas de renombre nacional, interesantes ejemplos de arquitectura religiosa y civil. La iglesia parroquial de San Emeterio y San Celedonio se empezó a construir hacia el año 1500 pero diversas vicisitudes (hundimientos, reformas...) prolongaron las obras durante tres siglos con la consiguiente pérdida de la unidad de conjunto. De su traza gótica original quedan las bóvedas que cubren su única nave. El retablo mayor y la sacristía se han perdido. En los diferentes barrios del pueblo existen pequeñas iglesias o ermitas que conservan su interés popular, e incluso artístico, como es el caso de la ermita de San Juan, en el barrio de Riancho.
De la arquitectura civil han quedado muestras, como son algunas casas solariegas de las que sus escudos de armas son lo más destacable: una en el barrio de Pondra, otra en el de La Serna y otra las antiguas escuelas públicas, en La Quintana.